# Lepidasthenia varius
Lepidasthenia varius är en ringmaskart som beskrevs av Treadwell 1917. Lepidasthenia varius ingår i släktet Lepidasthenia och familjen Polynoidae.
Artens utbredningsområde är Mexikanska golfen. Inga underarter finns listade i Catalogue of Life.